# عديد الأكريلاميد
عديد الأكريلاميد (بالإنجليزية: Polyacrylamide )‏ واختصارا (PAM) هو مكثور (-CH2CHCONH2-) يتكون من وحدات الأكريلاميد، يمكن تصنيعه على شكل سلسلة خطية بسيطة أو سلسلة تصالبية باستخدام N،N'-سكريلاميد المثيلين الثنائي. إمكانية تواجد موحود في الهيئة التصالبية منخفضة بشكل أكبر. عديد الأكريلاميد ممتص كبير للماء، ويشكل هلاما طريا عند إماهته ويستخدم في تطبيقات مثل الرحلان الكهربائي بهلام عديد الأكريلاميد، وفي صناعة عدسات العين الغضة. في هيئة السلسلة الخطية، يُستخدم كذلك كعامل مثخن ومستعلق. واستُخدم كحشو تحت الجلد في عمليات الوجه التجميلية.

## الاستخدام في علم الأحياء الجزيئي
استُخدم عديد الأكريلاميد في المختبرات لأول مرة في بداية العقد 1950. وفي سنة 1959 نشرت مجموعتي ديفيس وأورنشتاين  وريموند وينتروب  بشكل مستقل مقالا حول استخدام الرحلان الكهربائي بهلام عديد الأكريلاميد لفصل الجزيئات المشحونة. هذه التقنية مقبولة بشكل واسع اليوم، وتبقى بروتوكولا شائعا في مختبرات البيولوجيا الجزيئية.
لدى الأكريلاميد استخدامات عديدة في مختبرات علم الأحياء الجزيئي بما في ذلك استخدام عديد الأكريلاميد الخطي كحامل والذي يساعد في ترسب الكميات الصغيرة من الدنا، العديد من الشركات المزودة للمختبرات تبيع عديد الأكريلاميد الخطي من أجل هذا الاستخدام.